# Bo Eriksson (ishockeyspelare)
Bo Eriksson, född 6 augusti 1959, är en svensk före detta professionell ishockeyspelare. Han var med i Luleå HF:s laguppställning, när klubben tog sig upp till Elitserien 1984.